# José Nepomuceno
José Nepomuceno (ur. 15 maja 1893, zm. 1 grudnia 1959) – filipiński reżyser i producent filmowy, fotograf.

## Życiorys
Urodził się w manilskim Quiapo. Kształcił się w San Beda College, w zakresie inżynierii oraz malarstwa. Zajmował się także fotografią, wiedzę na ten temat zdobywając samodzielnie. Otworzył jedno z cenionych studiów fotograficznych na archipelagu, Electro-Photo Studio Parhelio. Był jednocześnie pierwszym Filipińczykiem, któremu udało się wykonać zdjęcie w nocy. Rozległa wiedza fotograficzna naturalnie niejako skierowała jego uwagę w stronę wciąż jeszcze młodej sztuki filmowej. Swoją karierę tamże rozpoczął w 1917. Wyprodukował, wyreżyserował a także napisał scenariusz do Dalagang Bukid (1919). Obraz ten, oparty na zarzueli autorstwa Hermogenesa Ilagana i Leona Ignacio o tym samym tytule, był filmem niemym. Zapisał się w historii jako pierwszy pełnometrażowy film w historii Filipin. Nepomuceno pozostawił po sobie również inne dzieła pamiętane dzięki swej nowatorskiej naturze. W Ang Tatlong Hambog (1926) umieścił pierwszą scenę pocałunku w dziejach filipińskiego kina. Z kolei jego Ang Punyal na Ginto (1933) był pierwszym filipińskim filmem dźwiękowym. Wśród najważniejszych obrazów Nepomuceno wymienia się także Noli Me Tangere, niezwykle popularny oraz uznawany za arcydzieło film o silnie nacjonalistycznym wydźwięku, który do kin trafił w latach 30. XX wieku.
Poza aktywnością o typowo artystycznym wydźwięku znany był również ze znaczącego wkładu w zbudowanie podwalin pod rodzimy przemysł filmowy. W 1940 stał za wyprodukowaniem pierwszych w historii Filipin reklam pokazanych podczas seansu kinowego. Pod koniec życia wyjechał do Stanów Zjednoczonych. Zdobywał tam wiedzę pozwalającą na tworzenie filmów w kolorze. W drodze powrotnej doznał zawału. Zmarł zanim zdołał wykorzystać swe amerykańskie doświadczenia w kraju rodzinnym. Zazwyczaj uznaje się go za ojca filipińskiego kina.